# Pierre Marie Auguste Broussonet

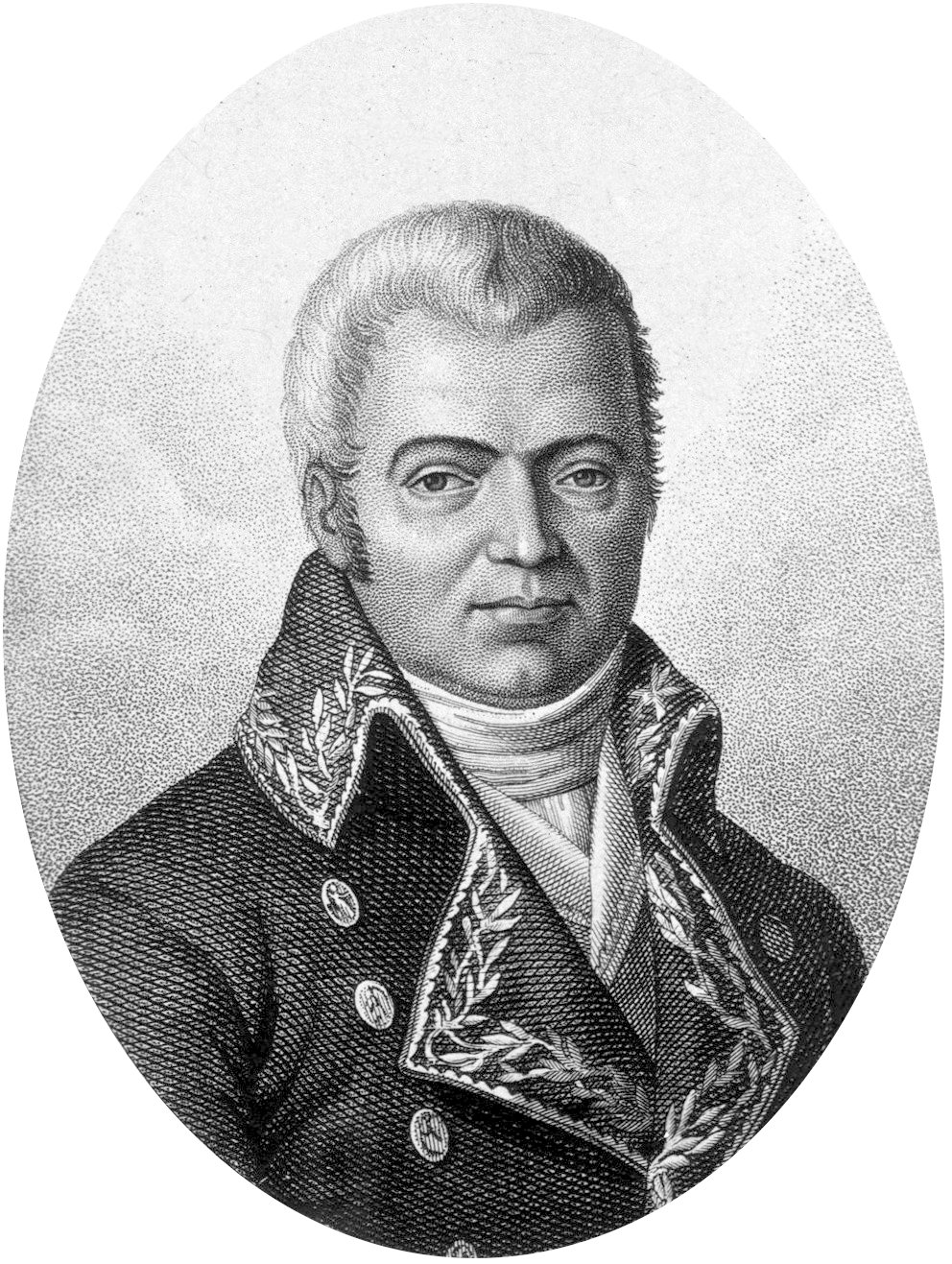
Pierre Marie Auguste Broussonet.

Pierre Marie Auguste Broussonet, född 28 februari 1761, död 17 januari 1807, var en fransk botanist. Auktorsnamnet Brouss. kan användas för Pierre Marie Auguste Broussonet i samband med ett vetenskapligt namn inom botaniken; se Wikipediaartiklar som länkar till auktorsnamnet.
Broussonet, som tillhörde girondisternas parti, flydde under franska revolutionen till Spanien. Han begav sig därifrån, frikostigt understödd av den engelske mecenaten Joseph Banks, till Marocko, och sedan till Kanarieöarna, där han grundligt genomforskade floran, särskilt på ön Teneriffa. Broussonet blev slutligen professor i Montpellier och utgav en förteckning över därvarande botaniska trädgårdsväxter, Elenchus plantarum horti botanici monspeliensis (1805).